# Samarkand Challenger 2013
Il Samarkand Challenger 2013 è stato un torneo di tennis facente parte della categoria ATP Challenger Tour nell'ambito dell'ATP Challenger Tour 2013. È stata la 17ª edizione del torneo che si è giocata a Samarkand in Uzbekistan dal 13 al 19 maggio 2013 su campi in terra rossa e aveva un montepremi di $50,000.

## Partecipanti singolare

### Teste di serie
| Nazionalità   | Giocatore            | Ranking* | Testa di serie |
| ------------- | -------------------- | -------- | -------------- |
| Rep. Ceca     | Jiří Veselý          | 125      | 1              |
| Russia        | Tejmuraz Gabašvili   | 177      | 2              |
| Ucraina       | Oleksandr Nedovjesov | 186      | 3              |
| Russia        | Konstantin Kravčuk   | 190      | 4              |
| Rep. Ceca     | Jan Mertl            | 200      | 5              |
| Spagna        | Javier Martí         | 211      | 6              |
| Uzbekistan    | Farrukh Dustov       | 214      | 7              |
| Taipei cinese | Chen Ti              | 216      | 8              |

- Ranking al 6 maggio 2013.

### Altri partecipanti
Giocatori che hanno ricevuto una wild card:
- Sarvar Ikramov
- Temur Ismailov
- Sergey Shipilov
- Vaja Uzakov

Giocatori che sono passati dalle qualificazioni:
- Sergey Betov
- Aljaksandr Bury
- Aleksandr Kudrjavcev
- Denys Molčanov

## Partecipanti doppio

### Teste di serie
| Nazionalità | Giocatore          | Nazionalità | Giocatore      | Ranking* | Testa di serie |
| ----------- | ------------------ | ----------- | -------------- | -------- | -------------- |
| Stati Uniti | James Cerretani    | Canada      | Adil Shamasdin | 160      | 1              |
| Moldavia    | Radu Albot         | Australia   | Jordan Kerr    | 498      | 2              |
| Russia      | Tejmuraz Gabašvili | Ucraina     | Denys Molčanov | 534      | 3              |
| Croazia     | Toni Androić       | Croazia     | Dino Marcan    | 589      | 4              |

- Ranking al 6 maggio 2013.

### Altri partecipanti
Coppie che hanno ricevuto una wild card:
- Sanjar Fayziev /  Shonigmatjon Shofayziyev
- Sarvar Ikramov /  Vaja Uzakov
- Temur Ismailov /  Sergey Shipilov

## Vincitori

### Singolare
Tejmuraz Gabašvili ha battuto in finale  Oleksandr Nedovjesov con il punteggio di 6–3, 6–4.

### Doppio
Farrukh Dustov /  Oleksandr Nedovjesov hanno battuto in finale  Radu Albot /  Jordan Kerr con il punteggio di 6–1, 7–6(7).